# Condat-sur-Ganaveix
Condat-sur-Ganaveix este o comună în departamentul Corrèze din centrul Franței. În 2009 avea o populație de 649 de locuitori.

## Evoluția populației
| An        | 1975 | 1982 | 1990 | 1999 | 2006 | 2009 |
| --------- | ---- | ---- | ---- | ---- | ---- | ---- |
| Populație | 815  | 726  | 678  | 631  | 658  | 649  |